# In the Penal Colony
In the Penal Colony (in italiano Nella colonia penale) è un'opera di Philip Glass su libretto di Rudolph Wurlitzer, basato sull'omonimo racconto di Franz Kafka; l'opera è per tenore e baritono, oppure per tenore e basso, e quintetto d'archi. Il cast comprende anche tre attori, di cui uno solo pronuncia battute.
Il libretto descrive il perverso funzionamento di una macchina di tortura, situata in una colonia penale, che "scrive" con aghi sulla pelle del condannato la sua colpa, portandolo in questo modo alla consapevolezza della sentenza e, dopo lunga agonia, alla morte.
L'opera, composta nel 2000, ha ottenuto uno straordinario successo negli Stati Uniti. In Italia la composizione, con titolo "Nella colonia penale", è stata rappresentata per la prima volta presso il Teatro Regio di Torino l'11 aprile 2002; per l'occasione il libretto è stato tradotto in italiano da Marco Ravasini.
La versione per tenore e basso è stata rappresentata per la prima volta a Forlì, presso il Teatro Diego Fabbri, il 30 ottobre 2009, nell'ambito del festival forlivese "L'Occidente nel Labirinto".